# ند رایفل
«ند رایفل» (انگلیسی: Ned Rifle) یک فیلم به کارگردانی هال هارتلی است که در سال ۲۰۱۴ منتشر شد. این فیلم سومین و آخرین فیلم از سه‌گانهای است که شخصیت‌هایش در دو فیلم قبلی هارتلی به نام‌های هنری فول (۱۹۹۷) و فی گریم (۲۰۰۶) معرفی شده بودند. فیلم برای اولین بار در جشنواره بین‌المللی فیلم تورنتو ۲۰۱۴ به نمایش درآمد.

## بازیگران
- لیام ایکن
- آبری پلازا
- پارکر پوزی
- توماس جی رایان
- مارتین دونوان
- رابرت جان برک
- بیل سیج